# Tetragnatha jejuna
Tetragnatha jejuna là một loài nhện trong họ Tetragnathidae.
Loài này thuộc chi Tetragnatha. Tetragnatha jejuna được miêu tả năm 1897 bởi Thorell.